# 龙朋镇
龙朋镇，是中华人民共和国云南省红河哈尼族彝族自治州石屏县下辖的一个乡镇级行政单位。

## 行政区划
龙朋镇下辖以下地区：
龙朋村、甸中村、咩哺村、三家村、六街村、巴窝村、鲁土格村、己冲村、桃园村、旧寨村、清水塘村和小路南村。